# Jurij Sidorow
Jurij Sidorow (ros. Юрий Сидоров, ur. w Moskwie) – radziecki kierowca wyścigowy.

## Biografia
Był zgłoszony do Grand Prix Czechosłowacji 1949 według przepisów Formuły 1. W zawodach tych miał wziąć udział Tatrą 602, jednak w wyścigu się nie pojawił. Następnie uczestniczył w krajowych zawodach. Na przełomie lat 50. i 60. rywalizował samochodem własnej konstrukcji (ASK) z silnikiem GAZ-12. W 1959 roku wygrał tym pojazdem wyścig na torze Ojaküla-Vanamõisa-Põvvatu oraz zajął drugie miejsce w mistrzostwach stowarzyszenia Trud, a rok później był piąty w wyścigu mistrzostw ZSRR na torze Niewskoje kolco. W 1961 roku był trzeci w zawodach mistrzostw ZSRR na torze Niemanskoje kolco. W roku 1962 rywalizował Estonią 3 w ramach Sowieckiej Formuły 3. Zajął wówczas trzecie miejsce w mistrzostwach Moskwy i pierwsze w pierwszym etapie mistrzostw Leningradu. W mistrzostwach ZSRR zajął natomiast drugie miejsce w eliminacji na torze Pirita-Kose-Kloostrimetsa, dzięki czemu zajął piąte miejsce w klasyfikacji końcowej sezonu. W sezonie 1963 ponownie ścigał się samochodem turystycznym, którym był GAZ-21, zajmując nim drugie miejsce w mistrzostwach Moskwy. W 1967 roku rywalizował Melkusem 63. Ukończył tym samochodem mistrzostwa Spartaka na piątym miejscu.

## Wyniki
| Legenda oznaczeń w tabelach wyników Wyświetl szablon na nowej stronie | Legenda oznaczeń w tabelach wyników Wyświetl szablon na nowej stronie                                                                     |
| Oznaczenie                                                            | Wyjaśnienie |
| --------------------------------------------------------------------- | --- |
| Złoty                                                                 | Zwycięzca lub mistrzostwo |
| Srebrny                                                               | 2. miejsce lub wicemistrzostwo |
| Brązowy                                                               | 3. miejsce lub II wicemistrzostwo |
| Zielony                                                               | Ukończył, punktował (w klasyfikacji generalnej, gdy zdobył co najmniej jeden punkt na przestrzeni sezonu, poza trzema powyższymi opcjami) |
| Niebieski                                                             | Ukończył, nie punktował (w klasyfikacji generalnej, gdy nie zdobył co najmniej jednego punktu na przestrzeni sezonu)                      |
| Czerwony                                                              | Nie zakwalifikował się (NZ) |
| Czerwony                                                              | Nie prekwalifikował się (NPK) |
| Różowy                                                                | Nie ukończył (NU) |
| Różowy                                                                | Niesklasyfikowany (NS) (w klasyfikacji generalnej, gdy nie został sklasyfikowany w żadnym wyścigu sezonu)                                 |
| Czarny                                                                | Zdyskwalifikowany (DK) |
| Czarny                                                                | Wykluczony (WYK/EX) |
| Biały                                                                 | Nie wystartował (NW) |
| Biały                                                                 | Kontuzjowany (K/INJ) |
| Biały                                                                 | Wyścig odwołany (OD/C) |
| Bez koloru                                                            | Został wycofany (WYC/WD) |
| Bez koloru                                                            | Nie przybył (NP/DNA) |
| Bez koloru                                                            | Nie brał udziału w treningach (NT/DNP) |
| Bez koloru                                                            | Nie został zgłoszony (–) |
| Pogrubienie                                                           | Start z pole position |
| Kursywa                                                               | Najszybsze okrążenie wyścigu |
| †                                                                     | Nie ukończył, ale jego rezultat został zaliczony ze względu na przejechanie więcej niż 90% dystansu wyścigu.                              |
| *                                                                     | Sezon w trakcie |
| 1/2/3                                                                 | Punktowana pozycja w sprincie kwalifikacyjnym                                                                                             |
| Lista systemów punktacji Formuły 1                                    | |

### Sowiecka Formuła 3
| Rok  | Zespół         | Samochód  | Silnik   | Wyniki w poszczególnych eliminacjach | Wyniki w poszczególnych eliminacjach | Wyniki w poszczególnych eliminacjach | Wyniki w poszczególnych eliminacjach | Pkt. | Msc. |
| ---- | -------------- | --------- | -------- | ------------------------------------ | ------------------------------------ | ------------------------------------ | ------------------------------------ | ---- | ---- |
| 1962 |                |           |          |                                      |                                      |                                      |                                      | 6    | 5    |
| 1962 | Spartak Moskwa | Estonia 3 | IMZ      | 2                                    | NU                                   |                                      |                                      | 6    | 5    |
| 1967 |                |           |          |                                      |                                      |                                      |                                      | ?    | ?    |
| 1967 | Spartak Moskwa | Melkus 63 | Wartburg | NU                                   | ?                                    | ?                                    | ?                                    | ?    | ?    |